# Meinsdorf (Dessau-Roßlau)
Meinsdorf, seit dem 1. Oktober 1965 ein Ortsteil von Roßlau, gehört seit der Fusion am 1. Juli 2007 zur Doppelstadt Dessau-Roßlau in Sachsen-Anhalt.

## Lage
Meinsdorf befindet sich 2,5 Kilometer nördlich von Roßlau zwischen Roßlau und Mühlstedt.

## Geschichte
Die erste geschichtliche Erwähnung wird auf das Jahr 1542 datiert. 1877 wurde in Meinsdorf ein großer Güterbahnhof angelegt, 1911 wurde dieser mit einem Bahnhaltepunkt an der Strecke Berlin–Dessau inklusive Güterabfertigung ergänzt. Aufgrund des Zuschlags für Roßlau zur Landesausstellung „Bauen und Wohnen in Europa“ im Jahr 1992 wurde 1993 mit dem Bau des Europadorfs Meinsdorf begonnen, dessen Einweihung 1994 stattfand.